# Star Trek: Operation Enterprise
Star Trek: Operation Enterprise (basierend auf dem Star-Trek-Universum) ist eine Stahlachterbahn des Herstellers Mack Rides im Movie Park Germany. Die Achterbahn ist eines der neueren Fahrgeschäfte und hier das zweithöchste Bauwerk. Sie steht auf der lange Zeit unbenutzten Fläche zwischen Area 51 – Top Secret und The Lost Temple. Dazu wird das alte Filmmuseum als neue Warteschlange genutzt. Europaweit einzigartig ist das Fahrelement Twisted Halfpipe.

## Geschichte
Bereits Ende Mai 2012 berichtete Airtimers über interne Pläne für einen 45 – 50 m hohen Launch Coaster am Haupteingang des Movie Park, die 2014 als „Signature Ride“ eröffnen sollte. Kurz darauf legte die Verwaltung der Stadt Bottrop dem Stadtrat einen Aufstellungsbeschluss für eine bis zu 60 m hohe Bahn vor; der Rat stimmte am 3. Juli 2012 zu. Nachdem die Betreiberin jedoch wenige Tage vor der finalen Ratsentscheidung die Finanzierung zurückgezogen hatte, stellte der Rat das Verfahren am 25. September 2012 ein.
Drei Jahre später kündigte der Park unter dem Arbeitstitel „Projekt 2017“ erneut eine Großachterbahn in Gitterbauweise (rund 45 m Bauhöhe) an. Am 15. Mai 2015 beantragte die Betreiberin dazu eine sechste Änderung des Bebauungsplans 67 „Im Mandel“. Die Westdeutsche Allgemeine Zeitung meldete, dass eine TÜV-Nord-Stellungnahme die zusätzlichen Geräuschimmissionen als unkritisch einstufe und der Ausschuss für Stadtplanung am 4. November 2015 über die Vorlage abstimmen werde. Bezirksvertretung Bottrop-Kirchhellen und Ausschuss billigten den Entwurf Ende 2015.
Im Herbst 2015 begann das Roden des Bauplatzes, gefolgt von Fundamentarbeiten. Eine Pressemitteilung vom 6. Juli 2016 machte den endgültigen Namen »Star Trek™: Operation Enterprise«, den Hersteller Mack Rides sowie die Kooperation mit CBS offiziell. Ab August 2016 trafen die ersten Stützen- und Schienensegmente ein; der Streckenschluss erfolgte im Oktober 2016. Noch während der Montage veröffentlichte der Park ein Baustellenvideo, in dem Geschäftsführer Thorsten Backhaus das zu 95 % fertiggestellte Layout erklärte.
Nach dem Soft-Launch ab 24. Mai 2017 wurde die Bahn am 30. Mai 2017 für alle Besucher geöffnet. Die feierliche Einweihung mit Stargast Marina Sirtis (Counselor Troi) fand am 14. Juni 2017 statt. Seither bildet die Anlage den Mittelpunkt des neuen Themenbereichs Federation Plaza.

## Thematisierung
Diese Achterbahn ist die weltweit erste und einzige Achterbahn mit einem Star-Trek-Thema. Es gibt zwar einige wenige Requisiten der klassischen Enterprise-Serie zu bestaunen, doch ist das Setting vor allem an die Serie Star Trek – The Next Generation angelegt. Vor der Fahrt kann man einen Transporterraum betreten, von dem aus man direkt auf die Brücke der USS Enterprise 1701-D „gebeamt“ wird. Diese Brücke sieht (bis auf wenige Proportionen) sehr authentisch aus. Hier erfährt der Fahrgast einige Informationen zur „Mission“ der Kadetten, bevor es weiter zur eigentlichen Achterbahn geht. Die Entwickler des Fahrgeschäftes haben viele kleine Details verarbeitet. So ist bei kleineren technischen Problemen zu hören, dass die Mission derzeit aus technischen Gründen unterbrochen sei, sich aber ein Technikerteam unter der Leitung von Geordi LaForge der Sache annehmen würde. Und nachdem das Problem behoben ist, wird verkündet, dass das Technikerteam das Problem behoben hätte und damit die Mission fortgesetzt werden könne. Viele kleine Details (wie zum Beispiel unterschiedliche Beschriftungen der Abdeckplatten), sorgen ebenso wie der vom 70-köpfigen Budapester Philharmonieorchester eingespielte Soundtrack, der vor allem bekannte Melodien aus dem Star-Trek-Universum (wie zum Beispiel das Voyager-Theme) enthält, für eine hohe Star-Trek-Authentizität. Die minutiöse Umsetzung der Thematisierung wurde von CBS, dem Inhaber der Star-Trek-Lizenz, streng kontrolliert. Die Lizenz hat der Park sich für 10 Jahre gesichert.
Aufgrund der Auflagen in der Baugenehmigung ist nur ein bodennahes Theming erlaubt, sodass die Thematisierung überwiegend im Wartebereich realisiert wurde, der den Raum des früheren Filmmuseums einnimmt.

## Verlauf der Fahrt

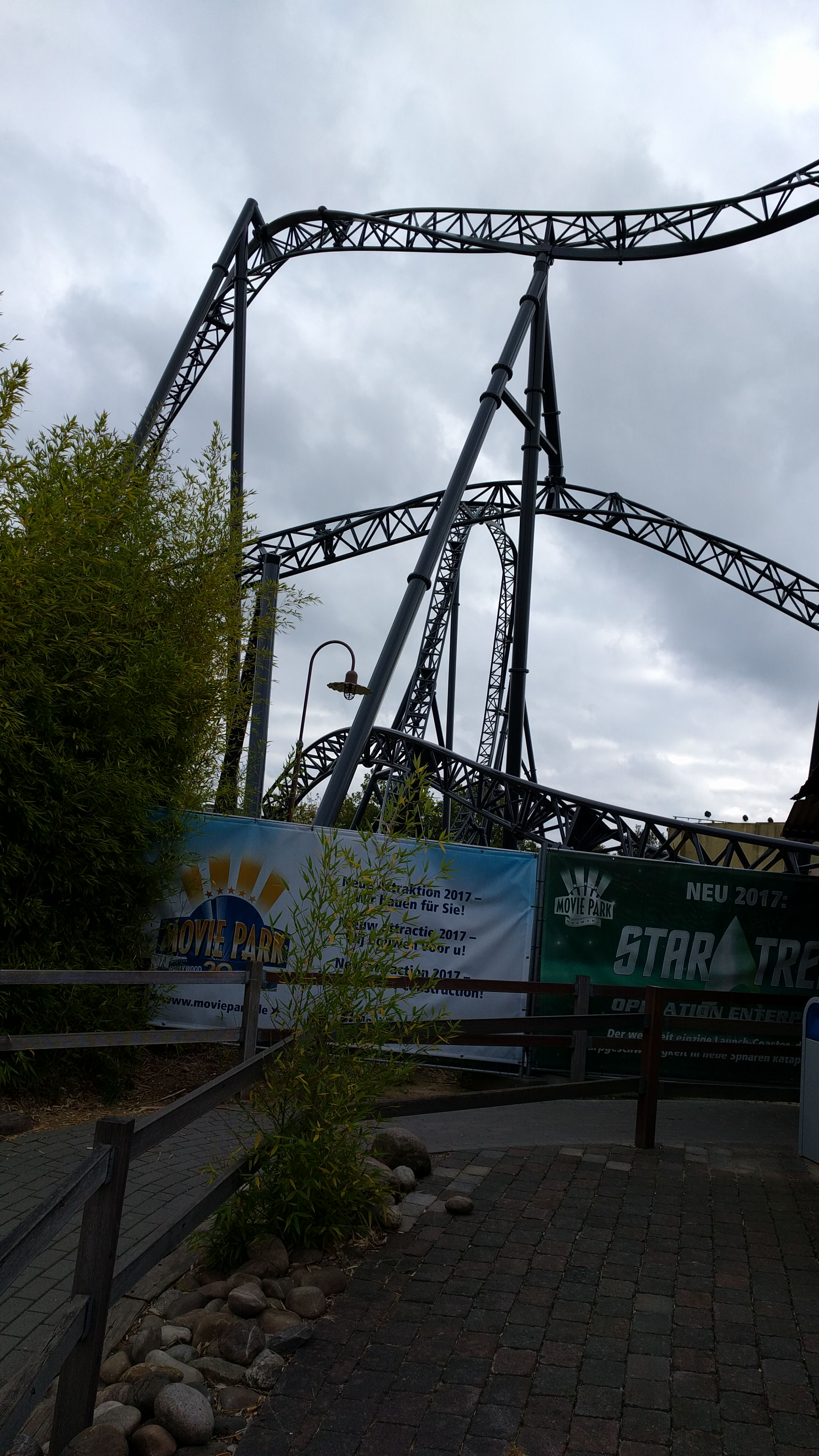
Blick von der Area 51 – Top Secret Warteschlange

Nach Verlassen der Station fährt man in einen überdachten „Transfer Switch“. Dieser schiebt einen in Fahrtrichtung Rechts auf die eigentliche Strecke der Bahn. Von dort aus fährt man auf das Launch-Segment und wird das erste Mal in Richtung Top-Hat beschleunigt. Mit dieser Geschwindigkeit kann man ihn jedoch nicht überwinden, weswegen man rückwärts zurück auf das Launch-Segment rollt und ein zweites Mal abgeschossen wird, dieses Mal aber rückwärts und direkt in das europaweit einzigartige Fahrelement, die senkrechte, um 180° verdrehte „Twisted Halfpipe“ (auch Twisted Vertical Rollback genannt). Von diesem Element fährt man nun wieder herunter und das dritte und letzte Mal auf das Launch-Segment. Nun wird man auf die Maximalgeschwindigkeit beschleunigt und passiert den Top-Hat. Von dort aus geht es weiter in den 25 Meter hohen Immelmann (bestehend aus einem halben Looping und einem halben Korkenzieher) der direkt an einer kompletten Heartline-Roll anknüpft. Nach der Abfahrt passiert man eine übergeneigte Kurve von 100° und fährt durch die Halle und in die drei Airtime-Hügel. Danach folgt noch eine Helix von 270° und eine Zero-g-Roll. Auf diese folgt dann die Schlussbremse.

## Trivia
Auf einem Bildschirm in der Warteschlange wird die Registriernummer des Schiffes als NCC-46244 angegeben, was sich auf die Postleitzahl des Movie Parks bezieht. In der Preshow ist auf dem Bildschirm rechts oben der Name USS Vakompire sichtbar, was ein Anagramm von USS Movie Park ist. Dieser Name ist auch Titel eines Teils des Soundtracks.

## Auszeichnungen
2017 bekam Movie Park Germany für Star Trek: Operation Enterprise den Worldofparks-Award als „Beste Neuheit in einem europäischen Freizeitpark“.